# Костель Григорій Григорович
Костель Григорій Григорович (*5 травня 1947; Заболотове, Кролевецький район, Сумська область, УРСР — 7 червня 2016; Конотоп, Сумська область, Україна) — режисер Конотопського народного театру при Будинку культури заводу КЕМЗ (1978—2004).
Закінчивши школу в рідному селі, вступив до Дніпропетровського театрального училища. Почав трудову діяльність 1967 року, працюючи на посаді директора Конотопського районного будинку культури.
З 1977 працював завідувачем постановочної частини. З 1978 р., режисер Конотопського народного театру при Будинку культури, заводу КЕМЗ.
1985 року Григорій закінчив Харківський інститут культури. Поки не підкосила хвороба, працював режисером театру до 2004 року.
На думку фахівців[кого?], найуспішніший режисер народного театру. Після того, як Г. Костель залишив театр, у ньому почався занепад.
Постановки режисера Г. Костеля, як основні, якими він пишається:
- «Женитьба» М. Гоголя,
- «Божественная комедия» І. Штока,
- «Женитьба Бальзаминова» О. Островського,
- «Наедине со всеми» А. Гельмана,
- «Старые друзья» Л. Малюгіна,
- «Порог» А. Дударя,
- «Последний срок» В. Распутіна,
- «Безталанна» Карпенка-Карого,
- «Лемерівна» Панаса Мирного і багато інших.

Заслуженний працівник культури України. Проживав у Конотопі, на Загребеллі.